# Anaulacodithella australica
Anaulacodithella australica är en spindeldjursart som beskrevs av Beier 1969. Anaulacodithella australica ingår i släktet Anaulacodithella och familjen Tridenchthoniidae. Inga underarter finns listade i Catalogue of Life.